# Dipartimento di Escalante
Escalante è un dipartimento argentino, situato nella parte sud-orientale della provincia del Chubut, con capoluogo Comodoro Rivadavia.

## Geografia fisica
Esso confina a nord con i dipartimenti di Paso de Indios, Mártires e Florentino Ameghino, ad est con l'oceano Atlantico, a sud con la provincia di Santa Cruz, e ad ovest con il dipartimento di Sarmiento.
Il dipartimento fa parte della comarca del Río Senguer-golfo San Jorge.

## Società

### Evoluzione demografica
Secondo il censimento del 2010, su un territorio di 14.015 km², la popolazione ammontava a 186.583 abitanti, con un aumento demografico del 29,9% rispetto al censimento del 2001.
Abitanti censiti

## Amministrazione
Il dipartimento comprende: 
- 1 comune (municipio) di prima categoria: Comodoro Rivadavia;
- 1 comune di seconda categoria: Rada Tilly